# Хрисогон Солунски
Свети Хрисогон Солунски је хришћански светитељ и мученик.
Српска православна црква слави га 23. децембра по црквеном, а 5. јануара по грегоријанском календару.